# Interlands Iers voetbalelftal 2020-2029
Deze pagina toont een chronologisch en gedetailleerd overzicht van de interlands die het Iers voetbalelftal speelt en heeft gespeeld in de periode 2020 – 2029.

## Interlands

### 2020
|                                                                                     |                    |       |                   |                                                                                                   |
| 3 september UEFA Nations League Groep B4 № 571 «onderlinge duels» 21:45 uur (UTC+3) | Bulgarije          | 1 – 1 | Ierland           | Vasil Levski Nationaal Stadion, Sofia Toeschouwers: 0 Scheidsrechter: Manuel Schüttengruber (AUT) |
| 3 september UEFA Nations League Groep B4 № 571 «onderlinge duels» 21:45 uur (UTC+3) | Bozhidar Kraev 57' |       | 90+4' Shane Duffy | Vasil Levski Nationaal Stadion, Sofia Toeschouwers: 0 Scheidsrechter: Manuel Schüttengruber (AUT) |

|                                                                                     |         |                    |         |                                                                          |
| 6 september UEFA Nations League Groep B4 № 572 «onderlinge duels» 17:00 uur (UTC+1) | Ierland | 0 – 1              | Finland | Avivastadion, Dublin Toeschouwers: 0 Scheidsrechter: Fabio Maresca (ITA) |
| 6 september UEFA Nations League Groep B4 № 572 «onderlinge duels» 17:00 uur (UTC+1) |         | 64' Fredrik Jensen |         | Avivastadion, Dublin Toeschouwers: 0 Scheidsrechter: Fabio Maresca (ITA) |

|                                                                               |                                                         |              |                                                       |                                                                                            |
| 8 oktober EK-kwalificatie Play-off № 573 «onderlinge duels» 20:45 uur (UTC+2) | Slowakije                                               | 0 – 0 (n.v.) | Ierland                                               | Národný futbalový štadión, Bratislava Toeschouwers: 0 Scheidsrechter: Clément Turpin (FRA) |
| 8 oktober EK-kwalificatie Play-off № 573 «onderlinge duels» 20:45 uur (UTC+2) |                                                         |              |                                                       | Národný futbalový štadión, Bratislava Toeschouwers: 0 Scheidsrechter: Clément Turpin (FRA) |
| 8 oktober EK-kwalificatie Play-off № 573 «onderlinge duels» 20:45 uur (UTC+2) | Strafschoppen                                           |              |                                                       | Národný futbalový štadión, Bratislava Toeschouwers: 0 Scheidsrechter: Clément Turpin (FRA) |
| 8 oktober EK-kwalificatie Play-off № 573 «onderlinge duels» 20:45 uur (UTC+2) | Marek Hamšík Patrik Hrošovský Lukáš Haraslín Ján Greguš | 4 – 2        | Conor Hourihane Robbie Brady Alan Browne Matt Doherty | Národný futbalový štadión, Bratislava Toeschouwers: 0 Scheidsrechter: Clément Turpin (FRA) |

|                                                                                    |         |       |       |                                                                                    |
| 11 oktober UEFA Nations League Groep B4 № 574 «onderlinge duels» 14:00 uur (UTC+1) | Ierland | 0 – 0 | Wales | Avivastadion, Dublin Toeschouwers: 0 Scheidsrechter: Anastasios Sidiropoulos (GRE) |
| 11 oktober UEFA Nations League Groep B4 № 574 «onderlinge duels» 14:00 uur (UTC+1) |         |       |       | Avivastadion, Dublin Toeschouwers: 0 Scheidsrechter: Anastasios Sidiropoulos (GRE) |

|                                                                                    |                    |       |         |                                                                                      |
| 14 oktober UEFA Nations League Groep B4 № 575 «onderlinge duels» 19:00 uur (UTC+3) | Finland            | 1 – 0 | Ierland | Olympisch Stadion, Helsinki Toeschouwers: 7.900 Scheidsrechter: Lionel Tschudi (SUI) |
| 14 oktober UEFA Nations League Groep B4 № 575 «onderlinge duels» 19:00 uur (UTC+3) | Fredrik Jensen 67' |       |         | Olympisch Stadion, Helsinki Toeschouwers: 7.900 Scheidsrechter: Lionel Tschudi (SUI) |

|                                                                        |                                                                     |       |         |                                                                                       |
| 12 november Vriendschappelijk № 576 «onderlinge duels» 20:00 uur (UTC) | Engeland                                                            | 3 – 0 | Ierland | Wembley Stadium, Londen Toeschouwers: 0 Scheidsrechter: Carlos del Cerro Grande (ESP) |
| 12 november Vriendschappelijk № 576 «onderlinge duels» 20:00 uur (UTC) | Harry Maguire 18' Jadon Sancho 31' Dominic Calvert-Lewin 56' (pen.) |       |         | Wembley Stadium, Londen Toeschouwers: 0 Scheidsrechter: Carlos del Cerro Grande (ESP) |

|                                                                                   |                  |       |         |                                                                                    |
| 15 november UEFA Nations League Groep B4 № 577 «onderlinge duels» 17:00 uur (UTC) | Wales            | 1 – 0 | Ierland | Cardiff City Stadium, Cardiff Toeschouwers: 0 Scheidsrechter: Petr Ardeleánu (CZE) |
| 15 november UEFA Nations League Groep B4 № 577 «onderlinge duels» 17:00 uur (UTC) | David Brooks 67' |       |         | Cardiff City Stadium, Cardiff Toeschouwers: 0 Scheidsrechter: Petr Ardeleánu (CZE) |

|                                                                                   |         |       |           |                                                                            |
| 18 november UEFA Nations League Groep B4 № 578 «onderlinge duels» 19:45 uur (UTC) | Ierland | 0 – 0 | Bulgarije | Avivastadion, Dublin Toeschouwers: 0 Scheidsrechter: Lawrence Visser (BEL) |
| 18 november UEFA Nations League Groep B4 № 578 «onderlinge duels» 19:45 uur (UTC) |         |       |           | Avivastadion, Dublin Toeschouwers: 0 Scheidsrechter: Lawrence Visser (BEL) |

### 2021
|                                                                             |                                                                    |       |                                   |                                                                               |
| 24 maart WK-kwalificatie Groep A № 579 «onderlinge duels» 20:45 uur (UTC+1) | Servië                                                             | 3 – 2 | Ierland                           | Rode Sterstadion, Belgrado Toeschouwers: 0 Scheidsrechter: Davide Massa (ITA) |
| 24 maart WK-kwalificatie Groep A № 579 «onderlinge duels» 20:45 uur (UTC+1) | Dušan Vlahović 40' Aleksandar Mitrović 69' Aleksandar Mitrović 75' |       | 18' Alan Browne 86' James Collins | Rode Sterstadion, Belgrado Toeschouwers: 0 Scheidsrechter: Davide Massa (ITA) |

|                                                                           |         |                      |           |                                                                       |
| 27 maart WK-kwalificatie Groep A № 580 «onderlinge duels» 19:45 uur (UTC) | Ierland | 0 – 1                | Luxemburg | Avivastadion, Dublin Toeschouwers: 0 Scheidsrechter: Fran Jović (CRO) |
| 27 maart WK-kwalificatie Groep A № 580 «onderlinge duels» 19:45 uur (UTC) |         | 85' Gerson Rodrigues |           | Avivastadion, Dublin Toeschouwers: 0 Scheidsrechter: Fran Jović (CRO) |

|                                                                       |                      |       |                  |                                                                                |
| 30 maart Vriendschappelijk № 581 «onderlinge duels» 21:30 uur (UTC+2) | Qatar                | 1 – 1 | Ierland          | Nagyerdei-stadion, Debrecen Toeschouwers: 0 Scheidsrechter: Balázs Berke (HUN) |
| 30 maart Vriendschappelijk № 581 «onderlinge duels» 21:30 uur (UTC+2) | Mohammed Muntari 47' |       | 4' James McClean | Nagyerdei-stadion, Debrecen Toeschouwers: 0 Scheidsrechter: Balázs Berke (HUN) |

|                                                                     |                |       |                                                                     |                                                                                          |
| 3 juni Vriendschappelijk № 582 «onderlinge duels» 18:00 uur (UTC+2) | Andorra        | 1 – 4 | Ierland                                                             | Estadi Nacional, Andorra la Vella Toeschouwers: 320 Scheidsrechter: Xavier Estrada (ESP) |
| 3 juni Vriendschappelijk № 582 «onderlinge duels» 18:00 uur (UTC+2) | Marc Vales 54' |       | 58' Troy Parrott 61' Troy Parrott 84' Jason Knight 90' Daryl Horgan | Estadi Nacional, Andorra la Vella Toeschouwers: 320 Scheidsrechter: Xavier Estrada (ESP) |

|                                                                     |           |       |         |                                                                                            |
| 8 juni Vriendschappelijk № 583 «onderlinge duels» 20:00 uur (UTC+2) | Hongarije | 0 – 0 | Ierland | Szusza Ferencstadion, Boedapest Toeschouwers: 7.396 Scheidsrechter: Daniel Stefański (POL) |
| 8 juni Vriendschappelijk № 583 «onderlinge duels» 20:00 uur (UTC+2) |           |       |         | Szusza Ferencstadion, Boedapest Toeschouwers: 7.396 Scheidsrechter: Daniel Stefański (POL) |

|                                                                                |                                               |       |               | |
| 1 september WK-kwalificatie Groep A № 584 «onderlinge duels» 19:45 uur (UTC+1) | Portugal                                      | 2 – 1 | Ierland       | Estádio Algarve, Loulé Toeschouwers: 7.831 Scheidsrechter: Matej Jug (SVN) Video-assistent: Paolo Valeri (ITA) |
| 1 september WK-kwalificatie Groep A № 584 «onderlinge duels» 19:45 uur (UTC+1) | Cristiano Ronaldo 89' Cristiano Ronaldo 90+6' |       | 45' John Egan | Estádio Algarve, Loulé Toeschouwers: 7.831 Scheidsrechter: Matej Jug (SVN) Video-assistent: Paolo Valeri (ITA) |

|                                                                                |                 |       |                     | |
| 4 september WK-kwalificatie Groep A № 585 «onderlinge duels» 17:00 uur (UTC+1) | Ierland         | 1 – 1 | Azerbeidzjan        | Avivastadion, Dublin Toeschouwers: 21.287 Scheidsrechter: Jérôme Brisard (FRA) Video-assistent: Stéphanie Frappart (FRA) |
| 4 september WK-kwalificatie Groep A № 585 «onderlinge duels» 17:00 uur (UTC+1) | Shane Duffy 87' |       | 45+1' Emin Mahmudov | Avivastadion, Dublin Toeschouwers: 21.287 Scheidsrechter: Jérôme Brisard (FRA) Video-assistent: Stéphanie Frappart (FRA) |

|                                                                                |                              |       |                             | |
| 7 september WK-kwalificatie Groep A № 586 «onderlinge duels» 19:45 uur (UTC+1) | Ierland                      | 1 – 1 | Servië                      | Avivastadion, Dublin Toeschouwers: 25.415 Scheidsrechter: José María Sánchez Martínez (ESP) Video-assistent: Alejandro Hernández (ESP) |
| 7 september WK-kwalificatie Groep A № 586 «onderlinge duels» 19:45 uur (UTC+1) | Nikola Milenković 87' (e.d.) |       | 20' Sergej Milinković-Savić | Avivastadion, Dublin Toeschouwers: 25.415 Scheidsrechter: José María Sánchez Martínez (ESP) Video-assistent: Alejandro Hernández (ESP) |

|                                                                              |              |                                                             |         | |
| 9 oktober WK-kwalificatie Groep A № 587 «onderlinge duels» 20:00 uur (UTC+4) | Azerbeidzjan | 0 – 3                                                       | Ierland | Olympisch Stadion, Bakoe Toeschouwers: 6.852 Scheidsrechter: Espen Eskås (NOR) Video-assistent: Abdulkadir Bitigen (TUR) |
| 9 oktober WK-kwalificatie Groep A № 587 «onderlinge duels» 20:00 uur (UTC+4) |              | 7' Callum Robinson 39' Callum Robinson 90' Chiedozie Ogbene |         | Olympisch Stadion, Bakoe Toeschouwers: 6.852 Scheidsrechter: Espen Eskås (NOR) Video-assistent: Abdulkadir Bitigen (TUR) |

|                                                                         |                                                                            |       |       |                                                                               |
| 12 oktober Vriendschappelijk № 588 «onderlinge duels» 19:45 uur (UTC+1) | Ierland                                                                    | 4 – 0 | Qatar | Avivastadion, Dublin Toeschouwers: 25.749 Scheidsrechter: Keith Kennedy (NIR) |
| 12 oktober Vriendschappelijk № 588 «onderlinge duels» 19:45 uur (UTC+1) | Callum Robinson 4' Callum Robinson 13' Callum Robinson 53' Shane Duffy 59' |       |       | Avivastadion, Dublin Toeschouwers: 25.749 Scheidsrechter: Keith Kennedy (NIR) |

|                                                                              |         |       |          | |
| 11 november WK-kwalificatie Groep A № 589 «onderlinge duels» 19:45 uur (UTC) | Ierland | 0 – 0 | Portugal | Avivastadion, Dublin Toeschouwers: 50.373 Scheidsrechter: Jesús Gil Manzano (ESP) Video-assistent: Alejandro Hernández (ESP) |
| 11 november WK-kwalificatie Groep A № 589 «onderlinge duels» 19:45 uur (UTC) |         |       |          | Avivastadion, Dublin Toeschouwers: 50.373 Scheidsrechter: Jesús Gil Manzano (ESP) Video-assistent: Alejandro Hernández (ESP) |

|                                                                                |           |                                                          |         | |
| 14 november WK-kwalificatie Groep A № 590 «onderlinge duels» 20:45 uur (UTC+1) | Luxemburg | 0 – 3                                                    | Ierland | Stade de Luxembourg, Luxemburg Toeschouwers: 9.268 Scheidsrechter: Tamás Bognár (HUN) Video-assistent: Katalin Kulcsár (HUN) |
| 14 november WK-kwalificatie Groep A № 590 «onderlinge duels» 20:45 uur (UTC+1) |           | 67' Shane Duffy 75' Chiedozie Ogbene 88' Callum Robinson |         | Stade de Luxembourg, Luxemburg Toeschouwers: 9.268 Scheidsrechter: Tamás Bognár (HUN) Video-assistent: Katalin Kulcsár (HUN) |

### 2022
|                                                                     |                                      |       |                                      |                                                                            |
| 26 maart Vriendschappelijk № 591 «onderlinge duels» 17:00 uur (UTC) | Ierland                              | 2 – 2 | België                               | Avivastadion, Dublin Toeschouwers: 48.808 Scheidsrechter: Nick Walsh (SCO) |
| 26 maart Vriendschappelijk № 591 «onderlinge duels» 17:00 uur (UTC) | Chiedozie Ogbene 35' Alan Browne 86' |       | 12' Michy Batshuayi 58' Hans Vanaken | Avivastadion, Dublin Toeschouwers: 48.808 Scheidsrechter: Nick Walsh (SCO) |

|                                                                       |                    |       |          |                                                                                    |
| 29 maart Vriendschappelijk № 592 «onderlinge duels» 19:45 uur (UTC+1) | Ierland            | 1 – 0 | Litouwen | Avivastadion, Dublin Toeschouwers: 30.686 Scheidsrechter: Bram Van Driessche (BEL) |
| 29 maart Vriendschappelijk № 592 «onderlinge duels» 19:45 uur (UTC+1) | Troy Parrott 90+7' |       |          | Avivastadion, Dublin Toeschouwers: 30.686 Scheidsrechter: Bram Van Driessche (BEL) |

|                                                                                |                       |       |         | |
| 4 juni UEFA Nations League Groep B1 № 593 «onderlinge duels» 17:00 uur (UTC+4) | Armenië               | 1 – 0 | Ierland | Republikeins Stadion Vazgen Sargsian, Jerevan Toeschouwers: 10.600 Scheidsrechter: Radu Petrescu (ROU) Video-assistent: Nejc Kajtazović (SVN) |
| 4 juni UEFA Nations League Groep B1 № 593 «onderlinge duels» 17:00 uur (UTC+4) | Edoeard Spertsjan 74' |       |         | Republikeins Stadion Vazgen Sargsian, Jerevan Toeschouwers: 10.600 Scheidsrechter: Radu Petrescu (ROU) Video-assistent: Nejc Kajtazović (SVN) |

|                                                                                |         |                      |          | |
| 8 juni UEFA Nations League Groep B1 № 594 «onderlinge duels» 19:45 uur (UTC+1) | Ierland | 0 – 1                | Oekraïne | Avivastadion, Dublin Toeschouwers: 40.111 Scheidsrechter: Filip Glova (SVK) Video-assistent: Kevin Blom (NED) |
| 8 juni UEFA Nations League Groep B1 № 594 «onderlinge duels» 19:45 uur (UTC+1) |         | 48' Viktor Tsyhankov |          | Avivastadion, Dublin Toeschouwers: 40.111 Scheidsrechter: Filip Glova (SVK) Video-assistent: Kevin Blom (NED) |

|                                                                                 |                                                      |       |           | |
| 11 juni UEFA Nations League Groep B1 № 595 «onderlinge duels» 17:00 uur (UTC+1) | Ierland                                              | 3 – 0 | Schotland | Avivastadion, Dublin Toeschouwers: 46.927 Scheidsrechter: Marco Di Bello (ITA) Video-assistent: Gianluca Aureliano (ITA) |
| 11 juni UEFA Nations League Groep B1 № 595 «onderlinge duels» 17:00 uur (UTC+1) | Alan Browne 20' Troy Parrott 28' Michael Obafemi 51' |       |           | Avivastadion, Dublin Toeschouwers: 46.927 Scheidsrechter: Marco Di Bello (ITA) Video-assistent: Gianluca Aureliano (ITA) |

|                                                                                 |                  |       |                    | |
| 14 juni UEFA Nations League Groep B1 № 596 «onderlinge duels» 20:45 uur (UTC+2) | Oekraïne         | 1 – 1 | Ierland            | Stadion Miejski ŁKS, Łódź (Polen) Toeschouwers: 10.641 Scheidsrechter: Ali Palabıyık (TUR) Video-assistent: Mete Kalkavan (TUR) |
| 14 juni UEFA Nations League Groep B1 № 596 «onderlinge duels» 20:45 uur (UTC+2) | Artem Dovbyk 47' |       | 31' Nathan Collins | Stadion Miejski ŁKS, Łódź (Polen) Toeschouwers: 10.641 Scheidsrechter: Ali Palabıyık (TUR) Video-assistent: Mete Kalkavan (TUR) |

|                                                                                      |                                          |       |               | |
| 24 september UEFA Nations League Groep B1 № 597 «onderlinge duels» 19:45 uur (UTC+1) | Schotland                                | 2 – 1 | Ierland       | Hampden Park, Glasgow Toeschouwers: 48.853 Scheidsrechter: Sandro Schärer (SUI) Video-assistent: Fedayi San (SUI) |
| 24 september UEFA Nations League Groep B1 № 597 «onderlinge duels» 19:45 uur (UTC+1) | Jack Hendry 49' Ryan Christie 82' (pen.) |       | 18' John Egan | Hampden Park, Glasgow Toeschouwers: 48.853 Scheidsrechter: Sandro Schärer (SUI) Video-assistent: Fedayi San (SUI) |

|                                                                                      |                                                             |       |                                         | |
| 27 september UEFA Nations League Groep B1 № 598 «onderlinge duels» 19:45 uur (UTC+1) | Ierland                                                     | 3 – 2 | Armenië                                 | Avivastadion, Dublin Toeschouwers: 41.719 Scheidsrechter: Rade Obrenovič (SVN) Video-assistent: Matej Jug (SVN) |
| 27 september UEFA Nations League Groep B1 № 598 «onderlinge duels» 19:45 uur (UTC+1) | John Egan 16' Michael Obafemi 52' Robbie Brady 90+1' (pen.) |       | 71' Artak Dasjjan 73' Edoeard Spertsjan | Avivastadion, Dublin Toeschouwers: 41.719 Scheidsrechter: Rade Obrenovič (SVN) Video-assistent: Matej Jug (SVN) |

|                                                                        |                 |       |                                     |                                                                                 |
| 17 november Vriendschappelijk № 599 «onderlinge duels» 19:45 uur (UTC) | Ierland         | 1 – 2 | Noorwegen                           | Avivastadion, Dublin Toeschouwers: 41.120 Scheidsrechter: Allard Lindhout (NED) |
| 17 november Vriendschappelijk № 599 «onderlinge duels» 19:45 uur (UTC) | Alan Browne 69' |       | 41' Leo Østigård 85' Ohi Omoijuanfo | Avivastadion, Dublin Toeschouwers: 41.120 Scheidsrechter: Allard Lindhout (NED) |

|                                                                          |       |                     |         |                                                                                            |
| 20 november Vriendschappelijk № 600 «onderlinge duels» 20:00 uur (UTC+1) | Malta | 0 – 1               | Ierland | Ta' Qalistadion, Ta' Qali Toeschouwers: 2.500 Scheidsrechter: Chrysovalantis Theouli (CYP) |
| 20 november Vriendschappelijk № 600 «onderlinge duels» 20:00 uur (UTC+1) |       | 55' Callum Robinson |         | Ta' Qalistadion, Ta' Qali Toeschouwers: 2.500 Scheidsrechter: Chrysovalantis Theouli (CYP) |

### 2023
|                                                                     |                                                          |       |                                           |                                                                                  |
| 22 maart Vriendschappelijk № 601 «onderlinge duels» 19:45 uur (UTC) | Ierland                                                  | 3 – 2 | Letland                                   | Avivastadion, Dublin Toeschouwers: 41.211 Scheidsrechter: Andrei Chivulete (ROU) |
| 22 maart Vriendschappelijk № 601 «onderlinge duels» 19:45 uur (UTC) | Callum O'Dowda 6' Evan Ferguson 17' Chiedozie Ogbene 65' |       | 33' Roberts Uldriķis 45+1' Artūrs Zjuzins | Avivastadion, Dublin Toeschouwers: 41.211 Scheidsrechter: Andrei Chivulete (ROU) |

|                                                                             |         |                     |           | |
| 27 maart EK-kwalificatie Groep B № 602 «onderlinge duels» 19:45 uur (UTC+1) | Ierland | 0 – 1               | Frankrijk | Avivastadion, Dublin Toeschouwers: 50.219 Scheidsrechter: Artur Soares Dias (POR) Video-assistent: Tiago Martins (POR) |
| 27 maart EK-kwalificatie Groep B № 602 «onderlinge duels» 19:45 uur (UTC+1) |         | 50' Benjamin Pavard |           | Avivastadion, Dublin Toeschouwers: 50.219 Scheidsrechter: Artur Soares Dias (POR) Video-assistent: Tiago Martins (POR) |

|                                                                            |                                                      |       |                    | |
| 16 juni EK-kwalificatie Groep B № 603 «onderlinge duels» 21:45 uur (UTC+3) | Griekenland                                          | 2 – 1 | Ierland            | Agia Sofiastadion, Athene Toeschouwers: 17.452 Scheidsrechter: Harald Lechner (AUT) Video-assistent: Christian Dingert (GER) |
| 16 juni EK-kwalificatie Groep B № 603 «onderlinge duels» 21:45 uur (UTC+3) | Anastasios Bakasetas 15' (pen.) Giorgos Masouras 49' |       | 27' Nathan Collins | Agia Sofiastadion, Athene Toeschouwers: 17.452 Scheidsrechter: Harald Lechner (AUT) Video-assistent: Christian Dingert (GER) |

|                                                                            |                                                      |       |           | |
| 19 juni EK-kwalificatie Groep B № 604 «onderlinge duels» 19:45 uur (UTC+1) | Ierland                                              | 3 – 0 | Gibraltar | Avivastadion, Dublin Toeschouwers: 42.156 Scheidsrechter: Marian Alexandru Barbu (ROU) Video-assistent: Ovidiu Haţegan (ROU) |
| 19 juni EK-kwalificatie Groep B № 604 «onderlinge duels» 19:45 uur (UTC+1) | Mikey Johnston 53' Evan Ferguson 59' Adam Idah 90+2' |       |           | Avivastadion, Dublin Toeschouwers: 42.156 Scheidsrechter: Marian Alexandru Barbu (ROU) Video-assistent: Ovidiu Haţegan (ROU) |

|                                                                                |                                           |       |         | |
| 7 september EK-kwalificatie Groep B № 605 «onderlinge duels» 20:45 uur (UTC+2) | Frankrijk                                 | 2 – 0 | Ierland | Parc des Princes, Parijs Toeschouwers: 43.995 Scheidsrechter: Urs Schnyder (SUI) Video-assistent: Bastian Dankert (GER) |
| 7 september EK-kwalificatie Groep B № 605 «onderlinge duels» 20:45 uur (UTC+2) | Aurélien Tchouaméni 19' Marcus Thuram 48' |       |         | Parc des Princes, Parijs Toeschouwers: 43.995 Scheidsrechter: Urs Schnyder (SUI) Video-assistent: Bastian Dankert (GER) |

|                                                                                 |                     |       |                                         | |
| 10 september EK-kwalificatie Groep B № 606 «onderlinge duels» 19:45 uur (UTC+1) | Ierland             | 1 – 2 | Nederland                               | Avivastadion, Dublin Toeschouwers: 49.807 Scheidsrechter: Irfan Peljto (BIH) Video-assistent: Ivan Bebek (CRO) |
| 10 september EK-kwalificatie Groep B № 606 «onderlinge duels» 19:45 uur (UTC+1) | Adam Idah 5' (pen.) |       | 19' (pen.) Cody Gakpo 56' Wout Weghorst | Avivastadion, Dublin Toeschouwers: 49.807 Scheidsrechter: Irfan Peljto (BIH) Video-assistent: Ivan Bebek (CRO) |

|                                                                               |         |                                                |             | |
| 13 oktober EK-kwalificatie Groep B № 607 «onderlinge duels» 19:45 uur (UTC+1) | Ierland | 0 – 2                                          | Griekenland | Avivastadion, Dublin Toeschouwers: 41.239 Scheidsrechter: Glenn Nyberg (SWE) Video-assistent: Tomasz Kwiatkowski (POL) |
| 13 oktober EK-kwalificatie Groep B № 607 «onderlinge duels» 19:45 uur (UTC+1) |         | 20' Giorgos Giakoumakis 45+4' Giorgos Masouras |             | Avivastadion, Dublin Toeschouwers: 41.239 Scheidsrechter: Glenn Nyberg (SWE) Video-assistent: Tomasz Kwiatkowski (POL) |

|                                                                               |           |                                                                          |         | |
| 16 oktober EK-kwalificatie Groep B № 608 «onderlinge duels» 19:45 uur (UTC+1) | Gibraltar | 0 – 4                                                                    | Ierland | Estádio Algarve, Loulé (Portugal) Toeschouwers: 4.000 Scheidsrechter: Christian-Petru Ciochirca (AUT) Video-assistent: Alan Kijas (AUT) |
| 16 oktober EK-kwalificatie Groep B № 608 «onderlinge duels» 19:45 uur (UTC+1) |           | 8' Evan Ferguson 28' Mikey Johnston 60' Matt Doherty 80' Callum Robinson |         | Estádio Algarve, Loulé (Portugal) Toeschouwers: 4.000 Scheidsrechter: Christian-Petru Ciochirca (AUT) Video-assistent: Alan Kijas (AUT) |

|                                                                                |                   |       |         | |
| 18 november EK-kwalificatie Groep B № 609 «onderlinge duels» 20:45 uur (UTC+1) | Nederland         | 1 – 0 | Ierland | Johan Cruijff ArenA, Amsterdam Toeschouwers: 51.811 Scheidsrechter: Marco Di Bello (ITA) Video-assistent: Paolo Valeri (ITA) |
| 18 november EK-kwalificatie Groep B № 609 «onderlinge duels» 20:45 uur (UTC+1) | Wout Weghorst 12' |       |         | Johan Cruijff ArenA, Amsterdam Toeschouwers: 51.811 Scheidsrechter: Marco Di Bello (ITA) Video-assistent: Paolo Valeri (ITA) |

|                                                                        |               |       |                     |                                                                              |
| 21 november Vriendschappelijk № 610 «onderlinge duels» 19:45 uur (UTC) | Ierland       | 1 – 1 | Nieuw-Zeeland       | Avivastadion, Dublin Toeschouwers: 26.517 Scheidsrechter: Urs Schnyder (SUI) |
| 21 november Vriendschappelijk № 610 «onderlinge duels» 19:45 uur (UTC) | Adam Idah 28' |       | 59' Matthew Garbett | Avivastadion, Dublin Toeschouwers: 26.517 Scheidsrechter: Urs Schnyder (SUI) |

### 2024
|                                                                     |         |       |        |                                                                             |
| 23 maart Vriendschappelijk № 611 «onderlinge duels» 17:00 uur (UTC) | Ierland | 0 – 0 | België | Avivastadion, Dublin Toeschouwers: 38.128 Scheidsrechter: Rohit Saggi (NOR) |
| 23 maart Vriendschappelijk № 611 «onderlinge duels» 17:00 uur (UTC) |         |       |        | Avivastadion, Dublin Toeschouwers: 38.128 Scheidsrechter: Rohit Saggi (NOR) |

|                                                                     |         |                     |             |                                                                                  |
| 26 maart Vriendschappelijk № 612 «onderlinge duels» 19:45 uur (UTC) | Ierland | 0 – 1               | Zwitserland | Avivastadion, Dublin Toeschouwers: 35.742 Scheidsrechter: Paweł Raczkowski (POL) |
| 26 maart Vriendschappelijk № 612 «onderlinge duels» 19:45 uur (UTC) |         | 23' Xherdan Shaqiri |             | Avivastadion, Dublin Toeschouwers: 35.742 Scheidsrechter: Paweł Raczkowski (POL) |

|                                                                     |                                  |       |               |                                                                              |
| 4 juni Vriendschappelijk № 613 «onderlinge duels» 19:45 uur (UTC+1) | Ierland                          | 2 – 1 | Hongarije     | Avivastadion, Dublin Toeschouwers: 29.424 Scheidsrechter: Luís Godinho (POR) |
| 4 juni Vriendschappelijk № 613 «onderlinge duels» 19:45 uur (UTC+1) | Adam Idah 36' Troy Parrott 90+2' |       | 40' Ádám Lang | Avivastadion, Dublin Toeschouwers: 29.424 Scheidsrechter: Luís Godinho (POR) |

|                                                                      |                                                            |       |         | |
| 11 juni Vriendschappelijk № 614 «onderlinge duels» 19:45 uur (UTC+1) | Portugal                                                   | 3 – 0 | Ierland | Estádio Municipal de Aveiro, Aveiro Toeschouwers: 32.830 Scheidsrechter: Chris Kavanagh (ENG) Video-assistent: Jarred Gillett (ENG) |
| 11 juni Vriendschappelijk № 614 «onderlinge duels» 19:45 uur (UTC+1) | João Félix 18' Cristiano Ronaldo 50' Cristiano Ronaldo 60' |       |         | Estádio Municipal de Aveiro, Aveiro Toeschouwers: 32.830 Scheidsrechter: Chris Kavanagh (ENG) Video-assistent: Jarred Gillett (ENG) |

|                                                                                     |         |                                   |          | |
| 7 september UEFA Nations League Groep B2 № 615 «onderlinge duels» 17:00 uur (UTC+1) | Ierland | 0 – 2                             | Engeland | Avivastadion, Dublin Toeschouwers: 55.359 Scheidsrechter: José María Sánchez Martínez (ESP) Video-assistent: Juan Martínez Munuera (ESP) |
| 7 september UEFA Nations League Groep B2 № 615 «onderlinge duels» 17:00 uur (UTC+1) |         | 12' Declan Rice 26' Jack Grealish |          | Avivastadion, Dublin Toeschouwers: 55.359 Scheidsrechter: José María Sánchez Martínez (ESP) Video-assistent: Juan Martínez Munuera (ESP) |

|                                                                                      |         |                                         |             | |
| 10 september UEFA Nations League Groep B2 № 616 «onderlinge duels» 19:45 uur (UTC+1) | Ierland | 0 – 2                                   | Griekenland | Avivastadion, Dublin Toeschouwers: 37.274 Scheidsrechter: Espen Eskås (NOR) Video-assistent: Dennis Higler (NED) |
| 10 september UEFA Nations League Groep B2 № 616 «onderlinge duels» 19:45 uur (UTC+1) |         | 50' Fotis Ioannidis 87' Christos Tzolis |             | Avivastadion, Dublin Toeschouwers: 37.274 Scheidsrechter: Espen Eskås (NOR) Video-assistent: Dennis Higler (NED) |

|                                                                                    |                     |       |                                  | |
| 10 oktober UEFA Nations League Groep B2 № 617 «onderlinge duels» 21:45 uur (UTC+3) | Finland             | 1 – 2 | Ierland                          | Olympisch Stadion, Helsinki Toeschouwers: 16.105 Scheidsrechter: Aleksandar Stavrev (MKD) Video-assistent: Mario Zebec (CRO) |
| 10 oktober UEFA Nations League Groep B2 № 617 «onderlinge duels» 21:45 uur (UTC+3) | Joel Pohjanpalo 17' |       | 57' Liam Scales 88' Robbie Brady | Olympisch Stadion, Helsinki Toeschouwers: 16.105 Scheidsrechter: Aleksandar Stavrev (MKD) Video-assistent: Mario Zebec (CRO) |

|                                                                                    |                                                |       |         | |
| 13 oktober UEFA Nations League Groep B2 № 618 «onderlinge duels» 21:45 uur (UTC+3) | Griekenland                                    | 2 – 0 | Ierland | Georgios Karaiskákisstadion, Piraeus Toeschouwers: 30.253 Scheidsrechter: Joey Kooij (NED) Video-assistent: Clay Ruperti (NED) |
| 13 oktober UEFA Nations League Groep B2 № 618 «onderlinge duels» 21:45 uur (UTC+3) | Anastasios Bakasetas 48' Petros Mantalos 90+1' |       |         | Georgios Karaiskákisstadion, Piraeus Toeschouwers: 30.253 Scheidsrechter: Joey Kooij (NED) Video-assistent: Clay Ruperti (NED) |

|                                                                                   |                   |       |         | |
| 14 november UEFA Nations League Groep B2 № 619 «onderlinge duels» 19:45 uur (UTC) | Ierland           | 1 – 0 | Finland | Avivastadion, Dublin Toeschouwers: 39.163 Scheidsrechter: Harm Osmers (GER) Video-assistent: Robert Schröder (GER) |
| 14 november UEFA Nations League Groep B2 № 619 «onderlinge duels» 19:45 uur (UTC) | Evan Ferguson 45' |       |         | Avivastadion, Dublin Toeschouwers: 39.163 Scheidsrechter: Harm Osmers (GER) Video-assistent: Robert Schröder (GER) |

|                                                                                   | |       |         | |
| 17 november UEFA Nations League Groep B2 № 620 «onderlinge duels» 17:00 uur (UTC) | Engeland                                                                                                | 5 – 0 | Ierland | Wembley Stadium, Londen Toeschouwers: 79.969 Scheidsrechter: Erik Lambrechts (BEL) Video-assistent: Bram Van Driessche (BEL) |
| 17 november UEFA Nations League Groep B2 № 620 «onderlinge duels» 17:00 uur (UTC) | Harry Kane 53' (pen.) Anthony Gordon 56' Conor Gallagher 58' Jarrod Bowen 76' Taylor Harwood-Bellis 79' |       |         | Wembley Stadium, Londen Toeschouwers: 79.969 Scheidsrechter: Erik Lambrechts (BEL) Video-assistent: Bram Van Driessche (BEL) |

### 2025
|                                                                                   |                 |       |                                | |
| 20 maart UEFA Nations League Play-offs № 621 «onderlinge duels» 21:45 uur (UTC+2) | Bulgarije       | 1 – 2 | Ierland                        | Christo Botevstadion, Plovdiv Toeschouwers: 7.835 Scheidsrechter: Benoît Bastien (FRA) Video-assistent: Benoît Millot (FRA) |
| 20 maart UEFA Nations League Play-offs № 621 «onderlinge duels» 21:45 uur (UTC+2) | Marin Petkov 6' |       | 21' Finn Azaz 42' Matt Doherty | Christo Botevstadion, Plovdiv Toeschouwers: 7.835 Scheidsrechter: Benoît Bastien (FRA) Video-assistent: Benoît Millot (FRA) |

|                                                                                 |                                 |       |                    | |
| 23 maart UEFA Nations League Play-offs № 622 «onderlinge duels» 19:45 uur (UTC) | Ierland                         | 2 – 1 | Bulgarije          | Avivastadion, Dublin Toeschouwers: 40.156 Scheidsrechter: Halil Umut Meler (TUR) Video-assistent: Dennis Higler (NED) |
| 23 maart UEFA Nations League Play-offs № 622 «onderlinge duels» 19:45 uur (UTC) | Evan Ferguson 63' Adam Idah 84' |       | 30' Valentin Antov | Avivastadion, Dublin Toeschouwers: 40.156 Scheidsrechter: Halil Umut Meler (TUR) Video-assistent: Dennis Higler (NED) |

|                                                                     |                   |       |                  |                                                                               |
| 6 juni Vriendschappelijk № 623 «onderlinge duels» 19:45 uur (UTC+1) | Ierland           | 1 – 1 | Senegal          | Avivastadion, Dublin Toeschouwers: 32.478 Scheidsrechter: Adam Ladebäck (SWE) |
| 6 juni Vriendschappelijk № 623 «onderlinge duels» 19:45 uur (UTC+1) | Kasey McAteer 21' |       | 82' Ismaïla Sarr | Avivastadion, Dublin Toeschouwers: 32.478 Scheidsrechter: Adam Ladebäck (SWE) |

|                                                                      |           |   |         |                                                                                        |
| 10 juni Vriendschappelijk № 624 «onderlinge duels» 20:45 uur (UTC+2) | Luxemburg | – | Ierland | Stade de Luxembourg, Luxemburg Toeschouwers: n.n.b. Scheidsrechter: Stefan Ebner (AUT) |
| 10 juni Vriendschappelijk № 624 «onderlinge duels» 20:45 uur (UTC+2) |           |   |         | Stade de Luxembourg, Luxemburg Toeschouwers: n.n.b. Scheidsrechter: Stefan Ebner (AUT) |

|                                                                                |         |   |           |                                                    |
| 6 september WK-kwalificatie Groep F № 625 «onderlinge duels» 19:45 uur (UTC+1) | Ierland | – | Hongarije | n.n.b. Toeschouwers: n.n.b. Scheidsrechter: n.n.b. |
| 6 september WK-kwalificatie Groep F № 625 «onderlinge duels» 19:45 uur (UTC+1) |         |   |           | n.n.b. Toeschouwers: n.n.b. Scheidsrechter: n.n.b. |

|                                                                                |         |   |         |                                                    |
| 9 september WK-kwalificatie Groep F № 626 «onderlinge duels» 20:00 uur (UTC+4) | Armenië | – | Ierland | n.n.b. Toeschouwers: n.n.b. Scheidsrechter: n.n.b. |
| 9 september WK-kwalificatie Groep F № 626 «onderlinge duels» 20:00 uur (UTC+4) |         |   |         | n.n.b. Toeschouwers: n.n.b. Scheidsrechter: n.n.b. |

|                                                                               |          |   |         |                                                    |
| 11 oktober WK-kwalificatie Groep F № 627 «onderlinge duels» 19:45 uur (UTC+1) | Portugal | – | Ierland | n.n.b. Toeschouwers: n.n.b. Scheidsrechter: n.n.b. |
| 11 oktober WK-kwalificatie Groep F № 627 «onderlinge duels» 19:45 uur (UTC+1) |          |   |         | n.n.b. Toeschouwers: n.n.b. Scheidsrechter: n.n.b. |

|                                                                               |         |   |         |                                                    |
| 14 oktober WK-kwalificatie Groep F № 628 «onderlinge duels» 19:45 uur (UTC+1) | Ierland | – | Armenië | n.n.b. Toeschouwers: n.n.b. Scheidsrechter: n.n.b. |
| 14 oktober WK-kwalificatie Groep F № 628 «onderlinge duels» 19:45 uur (UTC+1) |         |   |         | n.n.b. Toeschouwers: n.n.b. Scheidsrechter: n.n.b. |

|                                                                              |         |   |          |                                                    |
| 13 november WK-kwalificatie Groep F № 629 «onderlinge duels» 19:45 uur (UTC) | Ierland | – | Portugal | n.n.b. Toeschouwers: n.n.b. Scheidsrechter: n.n.b. |
| 13 november WK-kwalificatie Groep F № 629 «onderlinge duels» 19:45 uur (UTC) |         |   |          | n.n.b. Toeschouwers: n.n.b. Scheidsrechter: n.n.b. |

|                                                                                |           |   |         |                                                    |
| 16 november WK-kwalificatie Groep F № 630 «onderlinge duels» 15:00 uur (UTC+1) | Hongarije | – | Ierland | n.n.b. Toeschouwers: n.n.b. Scheidsrechter: n.n.b. |
| 16 november WK-kwalificatie Groep F № 630 «onderlinge duels» 15:00 uur (UTC+1) |           |   |         | n.n.b. Toeschouwers: n.n.b. Scheidsrechter: n.n.b. |

FAI · A-internationals · Bondscoaches · Statistieken · Iers vrouwenelftal · Olympisch elftal · Ierland U21 · Ierland U20 · Ierland U19 · Ierland U18 · Ierland U17 · Ierland U16 · Vrouwen U17
1924 – 1929 ·
1930 – 1939 ·
1940 – 1949 ·
1950 – 1959 ·
1960 – 1969 ·
1970 – 1979 ·
1980 – 1989 ·
1990 – 1999 ·
2000 – 2009 ·
2010 – 2019 ·
2020 − 2029
EK 1988 · 
EK 2012 · 
EK 2016
WK 1990 · 
WK 1994 · 
WK 2002
1924 · 
1925 · 
1926 · 
1927 · 
1928 · 
1929 · 
1930 · 
1931 · 
1932 · 
1933 · 
1934 · 
1935 · 
1936 · 
1937 · 
1938 · 
1939 · 
1940 · 1941 · 1942 · 1943 · 1944 · 1945 · 
1946 · 
1947 · 
1948 · 
1949 · 
1950 · 
1951 · 
1952 · 
1953 · 
1954 · 
1955 · 
1956 · 
1957 · 
1958 · 
1959 · 
1960 · 
1961 · 
1962 · 
1963 · 
1964 · 
1965 · 
1966 · 
1967 · 
1968 · 
1969 · 
1970 · 
1971 · 
1972 · 
1973 · 
1974 · 
1975 · 
1976 · 
1977 · 
1978 · 
1979 · 
1980 · 
1981 · 
1982 · 
1983 · 
1984 · 
1985 · 
1986 · 
1987 · 
1988 · 
1989 · 
1990 · 
1991 · 
1992 · 
1993 · 
1994 · 
1995 · 
1996 · 
1997 · 
1998 · 
1999 · 
2000 · 
2001 · 
2002 · 
2003 · 
2004 · 
2005 · 
2006 · 
2007 · 
2008 · 
2009 · 
2010 · 
2011 · 
2012 · 
2013 · 
2014 · 
2015 ·
2016 ·
2017 ·
2018 ·
2019 ·
2020 ·
2021
Albanië ·
Algerije ·
Andorra ·
Argentinië ·
Armenië ·
Australië ·
Azerbeidzjan ·
België ·
Bolivia ·
Bosnië en Herzegovina ·
Brazilië ·
Bulgarije ·
Canada ·
Chili ·
China ·
Colombia ·
Costa Rica ·
Cyprus ·
Denemarken ·
Duitsland ·
Ecuador ·
Egypte ·
Engeland ·
Estland ·
Faeröer ·
Finland ·
Frankrijk ·
Georgië ·
Gibraltar ·
Griekenland ·
Hongarije ·
IJsland ·
Iran ·
Israël ·
Italië ·
Jamaica ·
Joegoslavië ·
Kameroen ·
Kazachstan ·
Kroatië ·
Letland ·
Liechtenstein ·
Litouwen ·
Luxemburg ·
Malta ·
Marokko ·
Mexico ·
Moldavië ·
Montenegro ·
Nederland ·
Nieuw-Zeeland ·
Nigeria ·
Noord-Ierland ·
Noord-Macedonië ·
Noorwegen ·
Oekraïne ·
Oman ·
Oostenrijk ·
Paraguay ·
Polen ·
Portugal ·
Qatar ·
Roemenië ·
Rusland ·
San Marino ·
Saoedi-Arabië ·
Schotland ·
Servië ·
Slowakije ·
Sovjet-Unie ·
Spanje ·
Trinidad en Tobago ·
Tsjechië ·
Tsjecho-Slowakije ·
Tunesië ·
Turkije ·
Uruguay ·
Verenigde Staten ·
Wales ·
Wit-Rusland ·
Zuid-Afrika ·
Zweden ·
Zwitserland
België (2016) · 
Italië (2012) · 
Kroatië (2012) · 
Spanje (2012) · 
Zweden (2016)
CONMEBOL: Argentinië · Bolivia · Brazilië · Chili · Colombia · Ecuador · Paraguay · Peru · Uruguay · Venezuela

UEFA: Albanië · Andorra · Armenië · Azerbeidzjan · België · Bosnië en Herzegovina · Bulgarije · Cyprus · Denemarken · Duitsland · Engeland · Estland · Faeröer · Finland · Frankrijk · Georgië · Gibraltar · Griekenland · Hongarije · IJsland · Ierland · Israël · Italië · Kazachstan · Kosovo · Kroatië · Letland · Liechtenstein · Litouwen · Luxemburg · Malta · Moldavië · Montenegro · Nederland · Noord-Ierland · Noord-Macedonië · Noorwegen · Oekraïne · Oostenrijk · Polen · Portugal · Roemenië · Rusland · San Marino · Schotland · Servië · Slovenië · Slowakije · Spanje · Tsjechië · Turkije · Wales · Wit-Rusland · Zweden · Zwitserland

AFC: Australië · China · Irak · Iran · Japan · Libanon · Oezbekistan · Oman · Qatar · Saoedi-Arabië · Syrië · Verenigde Arabische Emiraten · Vietnam · Zuid-Korea

CAF: Algerije · Burkina Faso · Congo-Kinshasa · Egypte · Ghana · Ivoorkust · Kaapverdië · Kameroen · Mali · Marokko · Nigeria · Senegal · Tunesië · Zuid-Afrika

CONCACAF: Canada · Costa Rica · Curaçao · El Salvador · Honduras · Jamaica · Mexico · Panama · Suriname · Verenigde Staten

OFC: Nieuw-Zeeland